# Julianus (monje)

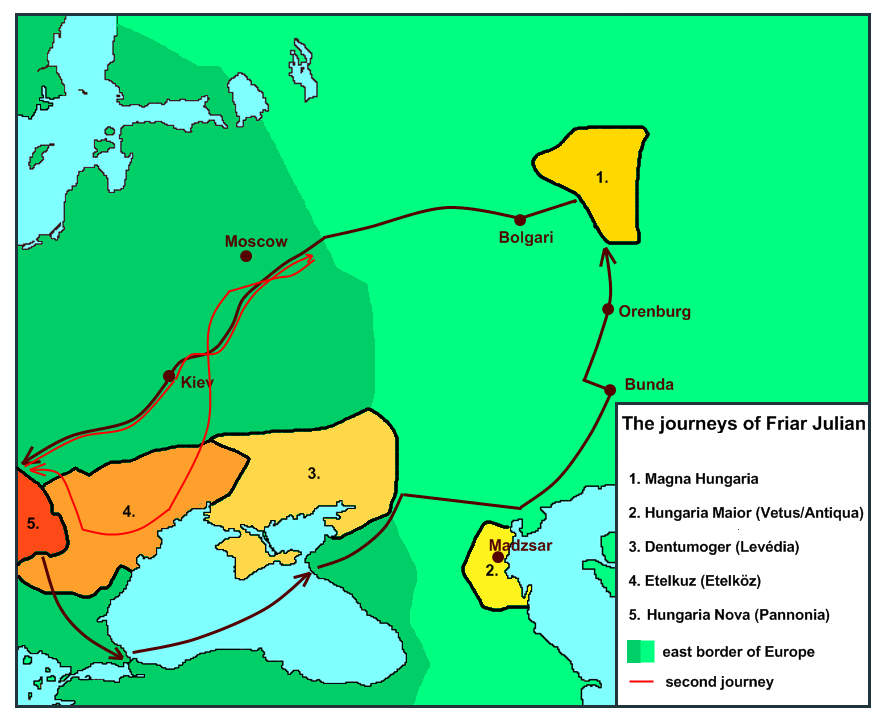
Itinerario de Julianus

El monje Julianus vivió en Hungría en el siglo XIII y fue miembro de la orden de los dominicos. Ocupó su tiempo con el estudio del origen cultural de los húngaros y llevó a cabo varios viajes hacia Oriente, tratando de descubrir el pasado de la nación. Fue el primer europeo en traer noticias a Occidente sobre la inminente invasión tártara liderada por Batu Kan.
Sobre su primer viaje (1235-1236) escribiría el padre Richardus (quién probablemente era subalterno de Julianus), por otra parte, sobre su segundo viaje (1237-1238) escribiría el propio Julianus ("Carta sobre la vida de los tártaros", en húngaro Levél a tatárok életéről). Sus escritos fueron descubiertos en los archivos del Vaticano por Martín Cseles, un jesuita húngaro en 1695.

## Primer viaje (1235-1236)
Julianus partió a principios de mayo de 1235, junto con otros tres religiosos dominicos, desde la aldea de Újfalu (junto a Esztergom) en dirección a Constantinopla. Por vía marítima cruzó el mar Negro y llegaron a Torginkán, la ciudad de los alanos, donde estuvieron alrededor de medio año. Luego de disputas, dos de los religiosos regresaron a Hungría y así Julianus solo permaneció con Gerhardus. Ambos viajaron cerca de 37 días por territorios desérticos, hasta llegar a una ciudad de religión islámica llamada Bunda. Ahí falleció Gerhardus y así Julianus continuó solo el camino hasta llegar a la Bulgaria del Volga. Aquí el monje se encontró con una mujer húngara, que le indicó que la región habitada por gente de habla húngara se hallaba a dos días de viaje desde ese lugar.
Julianus llegó entonces a la Magna Hungaria, donde encontró a un grupo de húngaros que se habrían quedado en esa región tras el viaje migratorio de los magiares hacia Europa, y a pesar de una diferencia de casi 500 años, logró comprender en gran parte la versión del idioma húngaro de esa región. Luego regresó a Hungría e informó del descubrimiento al rey Béla IV de Hungría.

## Segundo viaje (1237-1238)
El monje Julianus emprendió un segundo viaje hacia Oriente (1237-1238) para estudiar más en profundidad a los húngaros orientales, pero cuando llegó a la Bulgaria del Volga descubrió que los búlgaros no habían podido hacer frente a los ejércitos tártaros de Batu Kan, y que habían sido conquistados y en gran parte asesinados.
No halló a los húngaros orientales, de la Magna Hungaria; por el contrario, regresó con una carta de Batu Kan para el rey Bela IV, donde le exigía la rendición incondicional del reino de Hungría.
 Al poco tiempo sobrevino la invasión de 1241-1242, robando y destruyendo gran parte del reino húngaro, forzando a huir al rey Bela IV. Los tártaros, luego de causar estragos, abandonaron el reino y volvieron a Asia.